# Emilio De Marchi (ténor)
Cet article concerne le ténor italien. Pour l'acteur italien, voir Emilio De Marchi (acteur).
Emilio De Marchi, né le 6 janvier 1861 à Voghera et mort le 20 mars 1917 à Milan, est un ténor lyrique italien.

## Biographie
Emilio De Marchi naît le 6 janvier 1861 à Voghera.